# Фанхио, Хуан Мануэль
Хуа́н Мануэ́ль Фа́нхио (исп. Juan Manuel Fangio; 24 июня 1911[…], Балькарсе, Буэнос-Айрес — 17 июля 1995[…], Буэнос-Айрес) — аргентинский автогонщик, пятикратный победитель чемпионата мира среди гонщиков в классе «Формула-1». Носил прозвище Маэстро.
Участвовал в гонках Гран-при в 1950-х годах (1950—1958, за исключением 1952 года). Является одним из наиболее успешных гонщиков: за семь полных сезонов выиграл пять чемпионских титулов (в 1951, 1954, 1955, 1956 и 1957 году) — рекорд, который был превзойдён лишь в 2003 году Михаэлем Шумахером. Кроме того, Фанхио дважды становился вице-чемпионом: в 1950 и 1953 годах.

## Биография
Выходец из семьи итальянских иммигрантов. Отец — Лорето Фанджо (исп. и итал. Loreto Fangio; в Аргентине итальянская форма фамилии испанизировалась; 1880 или 1883 — 17 октября 1972), мать — Эрминия Д’Эрамо (исп. и итал. Herminia D'eramo; 2 января 1885 — 13 сентября 1975). Хуан Мануэль был самым младшим ребёнком в семье (других сестёр и братьев звали Эрминия, Хосе, Селия, Рубен и Кармен).
В 1916 году Фанхио пошёл в школу № 4, где первым его учителем стал Мелитон Лосано. В четвёртом классе перешёл в школу № 1, и в 1921 году, в возрасте девяти лет, начал ученичество в кузнице, помогая чинить местные повозки. В 1922 году десятилетний Фанхио начал учиться на автомеханика, а в следующем году он поступил в «Концессионарию Регби» (исп. Concesionaria Rugby), где стал не только обучаться вождению автомобилей, но и ремонту сельскохозяйственной техники. В 1924 году он получил первую работу в агентстве Ford и в 13 лет стал помощником механика в мастерской местного пилота Мигеля Виджано (исп. и итал. Miguel Viggiano).
В детстве Фанхио бросил учёбу ради работы автомехаником. В 1938 году дебютировал в популярной аргентинской серии Turismo Carretera, соревнуясь на автомобиле Форд V8. В 1940 году он выступал за Chevrolet, и выиграл в том году Международный Гран-при Севера (Gran Premio Internacional del Norte), а также впервые стал победителем серии Turismo Carretera. Через год Фанхио защитил последний титул. В 1947 году Фанхио, при поддержке правительства Аргентины, стал участвовать в европейских гонках, и в 1950 году стал гонщиком итальянской команды Alfa Romeo.
В 1952 году Фанхио попал в серьёзную аварию на Гран-при Италии. За день до старта он выступал в гонке в Северной Ирландии на трассе Dundrod Circuit, в Париже не успел на пересадку на свой самолёт и решил ехать в Монцу на машине. Проведя всю ночь за рулём, Фанхио прибыл в Монцу за полчаса до старта гонки. В состоянии сильнейшего переутомления Фанхио потерял контроль над машиной на втором круге гонки и в результате аварии получил серьёзнейшие травмы. Вскоре после этого в «Формуле-1» было введено ограничение, согласно которому гонщик не может участвовать в более чем одной гонке за 24 часа.
После аварии Фанхио на короткое время покинул автогонки. С 1951 по 1957 год выиграл пять титулов чемпиона мира Формулы-1 с командами Mercedes-Benz, Maserati, Alfa Romeo и Ferrari.
В 1957 году на Кубе были организованы соревнования «Гран-при Кубы». Фанхио выиграл эти соревнования в 1957 году и прибыл на них в 1958 году. Однако ещё до начала гонки был похищен противниками режима Батисты. Фанхио удерживали в заложниках более суток, после чего отпустили. По словам Фанхио, он расстался со своими похитителями-революционерами в хороших отношениях. По мотивам этих событий в 1999 году был снят совместный аргентино-кубинский фильм «Операция Фанхио».
В 1958 году завершил спортивную карьеру.
Длительное время аргентинец удерживал рекорд «Формулы-1» по количеству титулов чемпиона мира — до тех пор, пока в 2003 году его не превзошёл по этому показателю Михаэль Шумахер. Однако и по сей день Фанхио принадлежит множество других рекордов. В частности, ему принадлежит лучший среднестатистический показатель среди всех гонщиков в истории — он выиграл 24 из 51 зачётных гонок чемпионата мира, и в 35 из них финишировал на подиуме. Помимо этого, Фанхио — единственный гонщик, который выиграл чемпионат мира «Формулы-1» с четырьмя различными командами. Также Фанхио — самый пожилой чемпион мира (последний свой титул он выиграл в возрасте 46 лет и 41 дня).
С 1987 года и до самой своей смерти Фанхио возглавлял отделение Mercedes-Benz в Аргентине — это случилось через год после открытия посвящённого ему музея. В 2011 году, к столетию со дня рождения Фанхио, в мире прошло множество мероприятий в его честь.

## Достижения в «Формуле-1»
| Чемпионские титулы    | 5    |
| Набранные очки        | 277  |
| Победы                | 24   |
| Подиумы               | 35   |
| Поул-позиции          | 29   |
| Быстрейшие круги      | 23   |
| Старты с первого ряда | 48   |
| Старты в Гран-при     | 51   |
| Пройденные круги      | 1342 |
| Пройденные километры  | 9258 |
| Большой шлем          | 2    |
| Хет-трики             | 9    |
| Дубли                 | 13   |

## Результаты в чемпионате мира среди гонщиков
| Легенда к таблице |                                                                    |
| --- | ------------------------------------------------------------------ |
| В таблице перечислены результаты всех Гран-при Формулы-1, в которых принимал участие гонщик. Строками таблицы являются сезоны, столбцами — этапы чемпионата мира. В каждой клетке указаны сокращённое название этапа и результат, дополнительно обозначенный цветом. Расшифровка обозначений и цветов представлена в нижеследующей таблице. |                                                                    |
| \| Пример \| Описание \| \| ------------ \| ------------------------------------------------------------------ \| \| 1 \| Победитель \| \| 2 \| Второе место \| \| 3 \| Третье место \| \| 5 \| Финишировал, заработав очки \| \| Сход \| Не финишировал, но при этом заработал очки \| \| 12 \| Финишировал, не получив очков \| \| НКЛ \| Финишировал, но не попал в финальную классификацию \| \| 15 \| Участвовал вне зачёта, либо по отдельной классификации \| \| 18 \| Не финишировал, но попал в финальную классификацию \| \| Сход \| Не финишировал \| \| НКВ \| Не прошёл квалификацию \| \| НПКВ \| Не прошёл предквалификацию \| \| ДСК \| Дисквалифицирован \| \| ИСК \| Исключён из протокола соревнований \| \| ТТ \| Заявлен для участия только в тренировках \| \| НС \| Участвовал в квалификации, но не стартовал в гонке \| \| Т \| Травмирован или болен \| \| ОТК \| Отказ от участия \| \| НТР \| Прибыл на соревнования, но на трассу не выезжал \| \| НПР \| Был заявлен в числе участников, но не прибыл к началу соревнований \| \| О \| Соревнования отменены \| \| \| Не участвовал \| \| Поул-позиция \| \| \| Быстрый круг \| \| |                                                                    |
| Пример | Описание                                                           |
| 1 | Победитель                                                         |
| 2 | Второе место                                                       |
| 3 | Третье место                                                       |
| 5 | Финишировал, заработав очки                                        |
| Сход | Не финишировал, но при этом заработал очки                         |
| 12 | Финишировал, не получив очков                                      |
| НКЛ | Финишировал, но не попал в финальную классификацию                 |
| 15 | Участвовал вне зачёта, либо по отдельной классификации             |
| 18 | Не финишировал, но попал в финальную классификацию                 |
| Сход | Не финишировал                                                     |
| НКВ | Не прошёл квалификацию                                             |
| НПКВ | Не прошёл предквалификацию                                         |
| ДСК | Дисквалифицирован                                                  |
| ИСК | Исключён из протокола соревнований                                 |
| ТТ | Заявлен для участия только в тренировках                           |
| НС | Участвовал в квалификации, но не стартовал в гонке                 |
| Т | Травмирован или болен                                              |
| ОТК | Отказ от участия                                                   |
| НТР | Прибыл на соревнования, но на трассу не выезжал                    |
| НПР | Был заявлен в числе участников, но не прибыл к началу соревнований |
| О | Соревнования отменены                                              |
| | Не участвовал                                                      |
| Поул-позиция |                                                                    |
| Быстрый круг |                                                                    |

| Сезон | Команда                   | Шасси                          | Двигатель                  | Ш | 1        | 2          | 3        | 4        | 5        | 6     | 7        | 8        | 9       | 10  | 11  | Место | Очки       |
| ----- | ------------------------- | ------------------------------ | -------------------------- | - | -------- | ---------- | -------- | -------- | -------- | ----- | -------- | -------- | ------- | --- | --- | ----- | ---------- |
| 1950  | SA Alfa Romeo             | Alfa Romeo 158                 | Alfa Romeo 158 1,5 L8S     | P | ВЕЛ Сход | МОН 1      | 500      | ШВА Сход | БЕЛ 1    | ФРА 1 | ИТА Сход |          |         |     |     | 2     | 27         |
| 1950  | SA Alfa Romeo             | Alfa Romeo 158                 | Alfa Romeo 158 1,5 L8S     | P |          | ИТА Сход   |          |          |          |       |          |          |         |     |     | 2     | 27         |
| 1951  | SA Alfa Romeo             | Alfa Romeo 159A                | Alfa Romeo 158 1,5 L8S     | P | ШВА 1    | 500        |          |          |          |       |          |          |         |     |     | 1     | 31 (37)    |
| 1951  | SA Alfa Romeo             | Alfa Romeo 159B                | Alfa Romeo 158 1,5 L8S     | P |          |            | БЕЛ (9)  |          | ВЕЛ (2)  | ГЕР 2 |          |          |         |     |     | 1     | 31 (37)    |
| 1951  | SA Alfa Romeo             | Alfa Romeo 159                 | Alfa Romeo 158 1,5 L8S     | P |          |            |          | ФРА 1    |          |       |          |          |         |     |     | 1     | 31 (37)    |
| 1951  | SA Alfa Romeo             | Alfa Romeo 159                 | Alfa Romeo 158 1,5 L8S     | P | ФРА 11   |            |          |          |          |       |          |          |         |     |     | 1     | 31 (37)    |
| 1951  | SA Alfa Romeo             | Alfa Romeo 159M                | Alfa Romeo 158 1,5 L8S     | P |          |            |          |          |          |       | ИТА Сход | ИСП 1    |         |     |     | 1     | 31 (37)    |
| 1953  | Officine Alfieri Maserati | Maserati A6 GCM                | Maserati A6 2,5 L6         | P | АРГ Сход | 500        | НИД Сход | БЕЛ Сход | ФРА 2    | ВЕЛ 2 | ГЕР 2    | ШВА (4)  | ИТА 1   |     |     | 2     | 28 (291⁄2) |
| 1953  | Officine Alfieri Maserati | Maserati A6 GCM                | Maserati A6 2,5 L6         | P |          |            |          | БЕЛ Сход |          |       |          | ШВА Сход |         |     |     | 2     | 28 (291⁄2) |
| 1954  | Officine Alfieri Maserati | Maserati 250F                  | Maserati 250F 2,5 L6       | P | АРГ 1    | 500        | БЕЛ 1    |          |          |       |          |          |         |     |     | 1     | 42 (571⁄7) |
| 1954  | Daimler-Benz AG           | Mercedes-Benz W196 Stromlinien | Mercedes-Benz M196 2,5 L8  | C |          |            |          | ФРА 1    | ВЕЛ (4)  |       |          | ИТА (1)  |         |     |     | 1     | 42 (571⁄7) |
| 1954  | Daimler-Benz AG           | Mercedes-Benz W196             | Mercedes-Benz M196 2,5 L8  | C |          |            |          |          |          | ГЕР 1 | ШВА 1    |          | ИСП (3) |     |     | 1     | 42 (571⁄7) |
| 1955  | Daimler-Benz AG           | Mercedes-Benz W196             | Mercedes-Benz M196 2,5 L8  | C | АРГ 1    | МОН (Сход) | 500      | БЕЛ 1    | НИД 1    | ВЕЛ 2 |          |          |         |     |     | 1     | 40 (41)    |
| 1955  | Daimler-Benz AG           | Mercedes-Benz W196 Stromlinien | Mercedes-Benz M196 2,5 L8  | C |          |            |          |          |          |       | ИТА 1    |          |         |     |     | 1     | 40 (41)    |
| 1956  | Scuderia Ferrari          | Lancia Ferrari D50             | Lancia Ferrari DS50 2,5 V8 | Е | АРГ 1    | МОН 2      | 500      | БЕЛ Сход | ФРА (4)  | ВЕЛ 1 | ГЕР 1    | ИТА 2    |         |     |     | 1     | 30 (33)    |
| 1957  | Officine Alfieri Maserati | Maserati 250F                  | Maserati 250F 2,5 L6       | P | АРГ 1    | МОН 1      | 500      | ФРА 1    | ВЕЛ Сход | ГЕР 1 | ПЕС 2    | ИТА (2)  |         |     |     | 1     | 40 (46)    |
| 1958  | Scuderia Sud Americana    | Maserati 250F                  | Maserati 250F 2,5 L6       | P | АРГ 4    | МОН        | НИД      |          |          |       |          |          |         |     |     | 14    | 7          |
| 1958  | Частная заявка            | Maserati 250F                  | Maserati 250F 2,5 L6       | P |          |            |          |          | БЕЛ      | ФРА 4 | ВЕЛ      | ГЕР      | ПОР     | ИТА | МАР | 14    | 7          |
| 1958  | Novi Auto Air Conditioner | Kurtis Kraft 500F              | Novi 3,0 L8S               | F |          |            |          | 500 НКВ  |          |       |          |          |         |     |     | 14    | 7          |
| 1958  | Dayton Steel              | Kurtis Kraft 500G              | Offenhauser 4,5 L4         | F |          |            |          | 500 НКВ  |          |       |          |          |         |     |     | 14    | 7          |

### Комментарии
1. ↑  Концессионарии — это частные фирмы, которые заведуют государственной недвижимостью, обычно автодорогой и имеют ряд привилегий и обязанностей, связанных с их обслуживанием.
2. ↑  До 1990 года в зачёт чемпионата мира в гонках Формулы-1 шли не все очки, заработанные гонщиком, а лишь несколько лучших результатов (см. Система начисления очков в Формуле-1). Число вне скобок означает очки, зачтённые в чемпионате, число в скобках обозначает общее количество очков, заработанных гонщиком в сезоне.
3. 1 2  Завоевал «большой шлем»: стартовал с поул-позиции, лидировал на финише каждого круга гонки и победил, показав при этом быстрый круг.
4. 1 2 3 4 5  Совершил «хет-трик»: стартовал с поул-позиции, показал быстрый круг в гонке и победил.
5. ↑  Сошёл после 23-го круга из-за поломки коробки передач.
6. ↑  После 25-го круга взял автомобиль Пьеро Таруффи, но сошёл на 34 круге из-за проблем с двигателем.
7. ↑  После 20 круга забрал машину у Луиджи Фаджоли.
8. ↑  Сошёл после 15-го круга. Машину Фанхио в результате удалось починить, и Фаджоли смог на ней финишировать последним с отставанием в 22 круга.
9. ↑  Сошёл на 13-м круге из-за отказа мотора.
10. ↑  После 12 круга Фанхио сошёл из-за поломки коробки передач. Автомобиль удалось починить и Бонетто финишировал четвёртым, разделив с Фанхио очки.
11. ↑  После 13 круга Клэз передал автомобиль Фанхио, который сошёл за круг до финиша. Согласно существовавшим на тот момент правилам он не был классифицирован с отставанием в круг, а был сочтён сошедшим.
12. ↑  После 12 круга Бонетто передал автомобиль Фанхио, который сошёл из-за проблем с двигателем после 29 круга.
13. ↑  Аскари, Бера, Фанхио, Гонсалес, Хоторн, Маримон и Мосс показали одинаковое время быстрого круга - 1:50. Каждый из них получил 1⁄7, или приблизительно 0,14 балла, начисляемого за быстрый круг.
14. 1 2 3  Лидировал на каждом круге гонки.
15. ↑  Сошёл на 23-м круге, взял машину Муссо, поделил с ним очки за победу.
16. ↑  После аварии на 40-м круге отдал автомобиль Кастелотти, через 14 кругов взял автомобиль Коллинза, поделил с ним очки за второе место, а также поделил с Кастелотти очки за четвёртое место.
17. ↑  Сошёл из-за проблем с рулевой колонкой на 30-м круге, но через пять кругов получил автомобиль от Коллинза, который отдал его по собственной инициативе. Пилоты поделили очки за второе место. Первоначальный автомобиль Фанхио после ремонта был отдан Кастелотти.